# Các hệ thống kiểm soát bay
Các hệ thống kiểm soát bay gồm các bề mặt điều khiển bay, các hệ thống trong buồng lái, các đường kết nối và các cơ cấu hoạt động cần thiết để điều khiển hướng máy bay khi bay. Các hệ thống điều khiển động cơ cũng được coi là các hệ thống kiểm soát bay bởi chúng giúp kiểm soát tốc độ.
Các nền tàng của các hệ thống điều khiển bay được giải thích trong các cơ cấu bay. Bài này tập trung ở các cơ cấu hoạt động của các hệ thống kiểm soát bay.

## Các hệ thống điều khiển trong buồng lái

### Các hệ thống điều khiển chính
Nói chung các hệ thống điều khiển chính trong buồng lái được sắp xếp như sau:

Một kiểu các hệ thống điều khiển chính trong buồng lái

- Một cần điều khiển hay một yoke điều khiển được gắn vào một cột—để điều chỉnh ngang dọc và lên xuống, làm chuyển động các cánh nhỏ của máy bay khi nó xoay vòng hay nghiêng về bên trái hay bên phải, và làm chuyển động bánh lái độ cao khi nó di chuyển tiến hay lùi.
- Các cần đạp bánh lái để điều khiển hướng, làm chuyển động bánh lái; ví dụ nhấn chân trái sẽ làm bánh lái phía trái chuyển động.
- Các hệ thống điều khiển tốc độ hay lực đẩy của động cơ.

Hình ảnh thể hiện các nguyên tắc căn bản và cảm giác thực khi hoạt động của các hệ thống điều khiển chính, cũng minh hoạ một cơ cấu kiểm soát bay chính đơn giản.
Thậm chí khi một máy bay sử dụng các kiểu bề mặt khác nhau, như một đuôi V/ruddervator, các cánh lái, hay các bộ phận di động, để tránh việc phi công nhầm lẫn máy bay sẽ vẫn được thiết kế bình thường để cầu hay các cần điều khiển hoạt động theo cách quy ước, cả các bàn đạp bánh lái cũng như vậy.

### Các hệ thống điều khiển phụ
Ngoài hệ thống điều khiển chính thông thường còn có các hệ thống điều khiển khác giúp phi công điều khiển bay dễ dàng hơn và giảm bớt áp lực công việc. Thiết bị điều khiển thường thấy nhất là một bánh xe hay một thiết bị khác để điều khiển cánh nâng, nhờ thế phi công không phải luôn tạo lực giữ cần lái về phía trước hay phía sau để duy trì máy bay ở một độ cao dự định  (các kiểu thiết bị điều khiển xoay khác, cho bàn đạp và các cánh nhỏ, thường được lắp trên các máy bay lớn, nhưng thỉnh thoảng chúng cũng được trang bị trên các máy bay nhỏ). Nhiều máy bay có bánh lái cánh, được điều khiển bởi một nút hay một cần cơ khí, làm thay đổi hình dạng cánh để tăng khả năng kiểm soát máy bay ở các tốc độ thấp và thường được sử dụng khi cất hay hạ cánh. Các hệ thống điều khiển bay phụ khác gồm slats, tấm lái ngang, phanh không khí và cánh biến đổi độ nghiêng.

## Các hệ thống kiểm soát bay căn bản

### Cơ khí

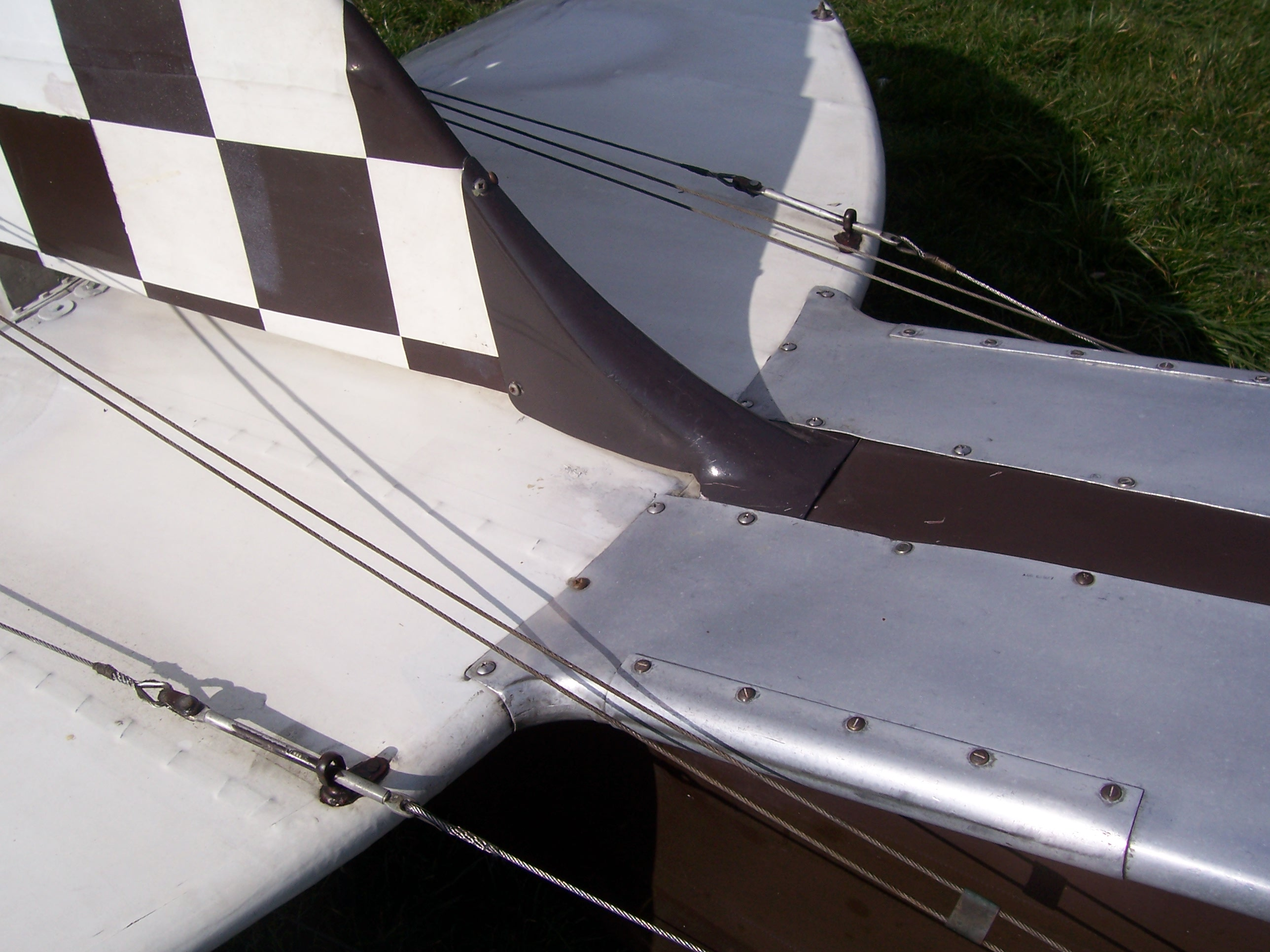
Các dây cáp điều khiển bánh lái độ cao và bánh lái đuôi của de Havilland Tiger Moth

Các hệ thống kiểm soát bay hoạt động cơ khí hay hoạt động bằng tay là phương pháp căn bản nhất trong điều khiển máy bay. Chúng đã được áp dụng trên những chiếc máy bay đầu tiên và hiện vẫn có mặt trên những chiếc máy bay cỡ nhỏ khi khí động lực không quá lớn. Những chiếc máy bay thời kỳ đầu sử dụng một hệ thống vênh cánh và không cần tới các bề mặt điều khiển. Một hệ thống kiểm soát bay hoạt động bằng tay sử dụng một tổ hợp các thiết bị cơ khí như tay đòn, dây cáp, pulley và thỉnh thoảng là cả dây xích để chuyển các lực được thực hiện trong buồng lái trực tiếp lên các bề mặt điều khiển. Các đai ốc xiết cũng thường được dùng để tăng lực điều khiển cáp. Chiếc Cessna Skyhawk là một ví dụ tiêu biểu về kiểu máy bay sử dụng kiểu hệ thống này. Các khóa gió (gust lock) cũng thường được dùng trên những chiếc máy bay có các hệ thống điều khiển cơ khí đang đỗ để bảo vệ các bề mặt điều khiển và các hệ thống kết nối khỏi hư hỏng do gió. Một số máy bay có các khoá gió được trang bị như một phần của hệ thống điều khiển.
Diện tích các bề mặt kiểm soát bay tăng lên khi tầm vóc máy bay tăng và những lực lớn hơn do tốc độ gió tăng khiến phải có những lực lớn hơn để điều khiển chúng, vì thế các thiết bị cơ khí kiểu bánh răng phức tạp được phát triển để giảm thiểu lực phi công phải thực hiện. Các thiết bị kiểu này có thể thấy trên các máy bay lớn sử dụng cánh quạt như chiếc Fokker 50.
Một số hệ thống điều khiển bay cơ khí dùng các cánh phụ để tăng khí động phụ. Các cánh phụ là các bề mặt nhỏ được lắp trên các bề mặt điều khiển. Các cơ cấu kiểm soát bay cơ khí làm chuyển động những cánh này khiến các lực khí động làm di chuyển hay hỗ trợ di chuyển cho các bề mặt điều khiển làm giảm lực cơ khí cần thiết. Kiều điều khiển này đã được sử dụng trên những chiếc máy bay vận tải sử dụng động cơ piston và cả những chiếc phản lực thời kỳ đầu.

### Cơ khí thủy lực
Sự phức tạp và trọng lượng của các hệ thống kiểm soát bay cơ khí tăng nhanh khi kích thước và tính năng của máy bay tăng lên. Thủy lực đã vượt qua được các điểm yếu này. Với các hệ thống điều khiển bay thủy lực, kích thước và tính năng của máy bay bị hạn chế bởi tính kinh tế chứ không phải ở sức khoẻ của phi công nữa. Ban đầu chỉ một phần các hệ thống nâng được áp dụng điều khiển thủy lực để phi công vẫn cảm thấy một phần cảm giác khí động trên các bề mặt kiểm soát bay (phản hồi).
Một hệ thống kiểm soát bay thủy cơ học gồm hai phần:
- Phần cơ khí

Phần cơ khí nối các thiết bị điều khiển buồng lái với phần thủy lực. Giống như hệ thống điều khiển bay cơ khí, nó gồm các cần điều khiển, dây dẫn, pulley, và thỉnh thoảng cả dây xích.
- Phần thủy lực

Phần thủy lực gồm các bơm thủy lực, thùng chứa, thiết bị lọc, ống dẫn, van và thiết bị khởi động (actuator). Các thiết bị khởi động hoạt động nhờ áp lực được sinh ra từ các bơm trong hệ thống thủy lực. Các thiết bị khởi động biến đổi áp suất thủy lực thành các động tác điều khiển các bề mặt. Các van phụ (servo-valve) kiểm soát sự hoạt động của các thiết bị khởi động.
Hoạt động điều khiển của phi công sẽ khiến phần cơ khí mở van phụ tương ứng của phần thủy lực. Phần thủy lực làm các thiết bị khởi động hoạt động và thiết bị này lại làm các bề mặt điều khiển chuyển động. Khi thiết bị khởi động hoạt động van phụ sẽ được một thiết bị cơ khí phản hồi đóng lại làm dừng chuyển động của bề mặt điều khiển ở vị trí lựa chọn.
Kiểu thiết bị này được lắp đặt trên những máy bay phản lực vận tải thế hệ cũ và máy bay có tính năng hoạt động cao. Ví dụ như loại Antonov An-225 và Lockheed SR-71.

#### Các thiết bị cảm nhận nhân tạo
Chỉ với các hệ thống kiểm soát bay cơ khí, các lực khí động trên các bề mặt điều khiển bay được chuyển trực tiếp qua các cơ cấu và được phi công trực tiếp cảm nhận. Điều này khiến phi công có được sự phản hồi chính xác về tốc độ gió và giúp điều khiển an toàn hơn.
Tuy nhiên với các hệ thống điều khiển thủy cơ khí, lực tác động trên các bề mặt điều khiển không thể được cảm nhận trực tiếp và có nguy cơ khiến máy bay chịu ứng suất quá lớn khi hoạt động của các bề mặt điều khiển quá lớn. Để giải quyết vấn đề này, các hệ thống cảm nhận nhân tạo đã được áp dụng; ví dụ: với hệ thống điều khiển của chiếc máy bay ném bom phản lực Avro Vulcan, lực phản hồi cần thiết được một thiết bị tái tạo tạo ra. Đòn bẩy của thiết bị này được lắp như một phần của bề mặt điều khiển (cánh nâng) khiến lực phản hồi tăng lên khi tốc độ tăng thêm. Với chiếc Vought Crusader và Corsair II, một "quả lắc trọng lượng" (bob-weight) được lắp trên trục cần điều khiển, tạo ra một phần lực phản hồi khi máy bay tăng tốc bình thường.

#### Cần rung
Một cần rung (stick shaker) là một thiết bị tạo ra cảnh báo tròng trành nhân tạo trong một số máy bay sử dụng các hệ thống điều khiển thủy lực.

## Các hệ thống điều khiển điện tử (Fly-by-wire)

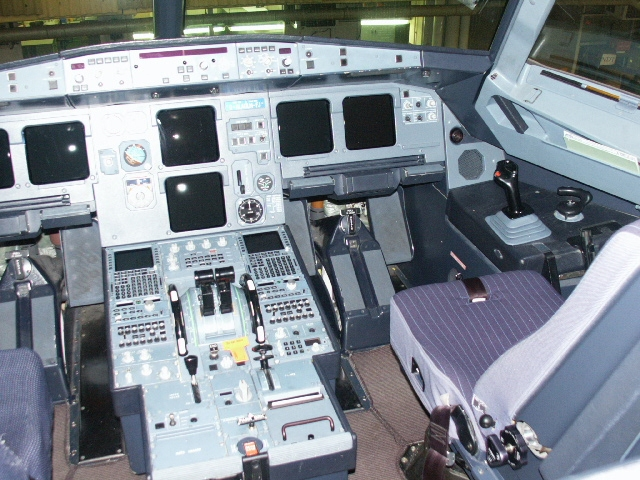
Buồng lái một chiếc Airbus A321 sử dụng hệ thống điều khiển điện tử.

Các hệ thống điều khiển bay cơ khí và cơ khí thủy lực rất nặng nề và đòi hỏi phải lắp đặt cẩn thận các đường cáp điều khiển trên khắp máy bay bằng các pulley, tay quay, dây dẫn, và, với các hệ thống có hỗ trợ thủy lực, đường ống thủy lực. Cả hai hệ thống đều đòi hỏi nhiều thiết bị dự phòng khi hư hỏng khiến trọng lượng càng tăng thêm. Hơn nữa, cả hai đều bị hạn chế khả năng thích ứng với những sự thay đổi của các điều kiện khí động lực. Các đặc tính nguy hiểm như chòng chành, quay tròn và dao động do phi công (PIO), vốn phụ thuộc nhiều vào sự ổn định và cơ cấu của máy bay được chú ý nhiều hơn chính hệ thống điều khiển, vẫn có thể xảy ra với các hệ thống kiểm soát bay đó.
Bằng cách sử dụng các hệ thống điều khiển điện tử kết hợp với các máy tính, các nhà thiết kế có thể làm giảm trọng lượng, tăng độ tin cậy và sử dụng máy tính để giảm thiểu các tính năng không mong muốn được đề cập ở trên. Các hệ thống điều khiển điện tử tiên tiến cũng được sử dụng trên những chiếc máy bay chiến đấu vốn rất không ổn định.
Thuật ngữ "Điều khiển điện tử" (Fly-by-Wire) nghĩa là một hệ thống điều khiển bay hoàn toàn sử dụng tín hiệu điện. Tuy nhiên, thuật ngữ này thường được dùng với nghĩa các hệ thống điều khiển bằng máy tính, theo đó một hệ thống máy tính sẽ làm trung gian giữa người điều khiển và các thiết bị phát động cuối cùng hay các bề mặt điều khiển bay. Nó biến đổi các động tác điều khiển từ tay phi công thành các thông số điều khiển tương ứng. Chúng được phát triển cẩn thận và được xác nhận khả năng để tạo ra hiệu ứng hoạt động lớn nhất mà không ảnh hưởng tới sự an toàn bay.
- An toàn và Dư thừa

Các hệ thống máy bay có thể được lắp làm bốn hệ thống (bốn kênh riêng biệt) để ngăn mất tín hiệu trong trường hợp một thậm chí hai hệ thống bị hỏng. Các máy bay có tính năng hoạt động cao với hệ thống điều khiển điện tử (cũng được gọi là CCVs hay Phương tiện điều khiển định dạng) có thể được thiết kế có chủ định để có tính ổn định khí động thấp hoặc hoàn toàn không ổn định, phản ứng điều khiển nhanh nhạy của các thiết bị CCV giúp bù lại sự thiếu hụt của độ ổn định tự nhiên.
- Giảm trọng lượng

Một chiếc máy bay điều khiển điện tử có thể nhẹ hơn một thiết kế tương tự với các hệ thống điều khiển quy ước. Một phần vì trọng lượng tổng thể nhẹ hơn của các thiết bị hệ thống; và một phần bởi tính ổn định khí động tự nhiên của máy bay có thể giảm bớt, không quan trọng nhiều với một máy bay vận tải nhưng với một máy bay chiến đấu đòi hỏi nhiều khả năng thao diễn, hệ thống này giúp tăng sự ổn định của các bề mặt điều khiển bay là một phần của kết cấu máy bay và nhờ thế chúng có thể được chế tạo nhỏ hơn. Chúng giúp giảm kích thước các bề mặt ổn định đứng và ổn định ngang (cánh thăng bằng và cánh đuôi) vốn (thông thường) được đặt ở phía sau thân. Nếu các thiết bị này giảm kích thước, trọng lượng khung máy bay cũng giảm đi. Các ưu thế của điều khiển điện tử lần đầu tiên được áp dụng trong quân sự và tiếp sau trên thị trường máy bay thương mại. Loạt máy bay chở khách của Airbus áp dụng điều khiển điện tử hoàn toàn bắt đầu từ những chiếc A320 (dù một số hệ thống điều khiển điện tử hạn chế đã có mặt trên chiếc A310). Boeing tiếp nối với chiếc 777 và những bản thiết kế sau đó của họ.
Các hệ thống điều khiển điện tử có thể thích ứng với những sự thay đổi của các điều kiện khí động, bằng cách biến đổi hoạt động của các bề mặt điều khiển bay để máy bay thích ứng với các điều khiển của phi công thích ứng với các điều kiện bay. Các hệ thống điện tử đòi hỏi bảo dưỡng, kiểm tra, thay thế.v..v. ít hơn. Hơn nữa, giao tiếp dễ dàng giữa phi công và máy bay có thể làm tăng độ an toàn; ví dụ hệ thống điều khiển bay có thể ngăn chặn tình trạng tròng trành, hay nó có thể ngăn phi công khiến máy bay chịu ứng suất quá lớn.
Thực tế hệ thống điều khiển điện tử thay thế việc điều khiển tay bằng giao tiếp điện tử. Các hoạt động điều khiển bay được biến đổi thành các tín hiệu điện, và các máy tính điều khiển bay sẽ quyết định các thiết bị phát động hoạt động như thế nào trên mỗi bề mặt điều khiển để máy bay hoạt động chính xác. Các thiết bị phát động thường là thủy lực, nhưng các thiết bị phát động điện cũng đã được sử dụng.
Lo ngại chính với các hệ thống điều khiển điện tử là độ tin cậy. Trong khi các hệ thống điều khiển bay cơ khí và thủy lực truyền thống thường hỏng dần dần, việc hỏng toàn bộ các máy tính điều khiển bay có thể ngay lập tức khiến máy bay không thể điều khiển nữa. Vì lý do này, hầu hết các hệ thống điều khiển bay điện tử thường được lắp hoặc rất nhiều máy tính (ví dụ gấp ba, bốn lần cần thiết), hay có dự phòng hệ thống cơ khí hoặc kết hợp cả hai. Một hệ thống điều khiển bay "lai" như vậy không thích hợp lắm và các máy bay điều khiển điện tử hiện đại thường giải quyết vấn đề bằng cách lắp thêm các kênh điều khiển điện tử độc lập, nhờ đó làm giảm khả năng hỏng toàn bộ các hệ thống. Ngoài ra các hệ thống này cũng được kiểm tra, thử nghiệm kỹ lưỡng từ khâu thiết kế trước khi được áp dụng trong hoạt động thương mại.

### Tương tự (Analog)
Hệ thống kiểm soát bay điện tử hạn chế sự phức tạp, mong manh và trọng lượng của các hệ thống kiểm soát bay cơ khí và cơ khí thủy lực và thay thế nó bằng hệ thống điện tử. Hiện tại các thiết bị điều khiển trong buồng lái biến tín hiệu điều khiển thành động tác hoạt động tương đương của máy bay. Thiết bị bay tự động hiện là một phần của thiết bị điều khiển điện tử.
Các thiết bị điều khiển thủy lực tương tự như vậy ngoại trừ các van phụ được thay thế bằng các van phụ điều khiển điện, hoạt động bởi các thiết bị điều khiển điện tử. Đây là cấu hình đơn giản nhất và sớm nhất của một hệ thống điều khiển bay điện tử tương tự, được trang bị lần đầu cho chiếc Avro Vulcan hồi thập niên 1950.
Ở cấu hình này, các hệ thống điều khiển bay phải tái tạo sự "cảm nhận". Thiết bị điều khiển điện tử kiểm soát các thiết bị cảm nhận điện tử tái tạo lại các lực "cảm nhận" trên các thanh điều khiển tay. Cấu hình này vẫn được sử dụng cho hệ máy bay Embraer E-Jets và cũng được dùng trên chiếc Concorde, máy bay thương mại điều khiển điện tử đầu tiên.
Ở các cấu hình phức tạp hơn, các máy tính tương tự được thay thế bởi các thiết bị điều khiển điện tử. Chiếc máy bay chiến đấu siêu âm của Canada hồi thập niên 1950, Avro CF-105 Arrow, đã bị huỷ bỏ cũng sử dụng kiểu hệ thống này. Các máy tính tương tự cũng cho phép một số tính năng điều khiển bay tuỳ biến, gồm cả khả năng giảm nhẹ. Cấu hình này đã được sử dụng trên các phiên bản đầu của loại F-16, khiến nó có khả năng thao diễn ấn tượng.

### Số

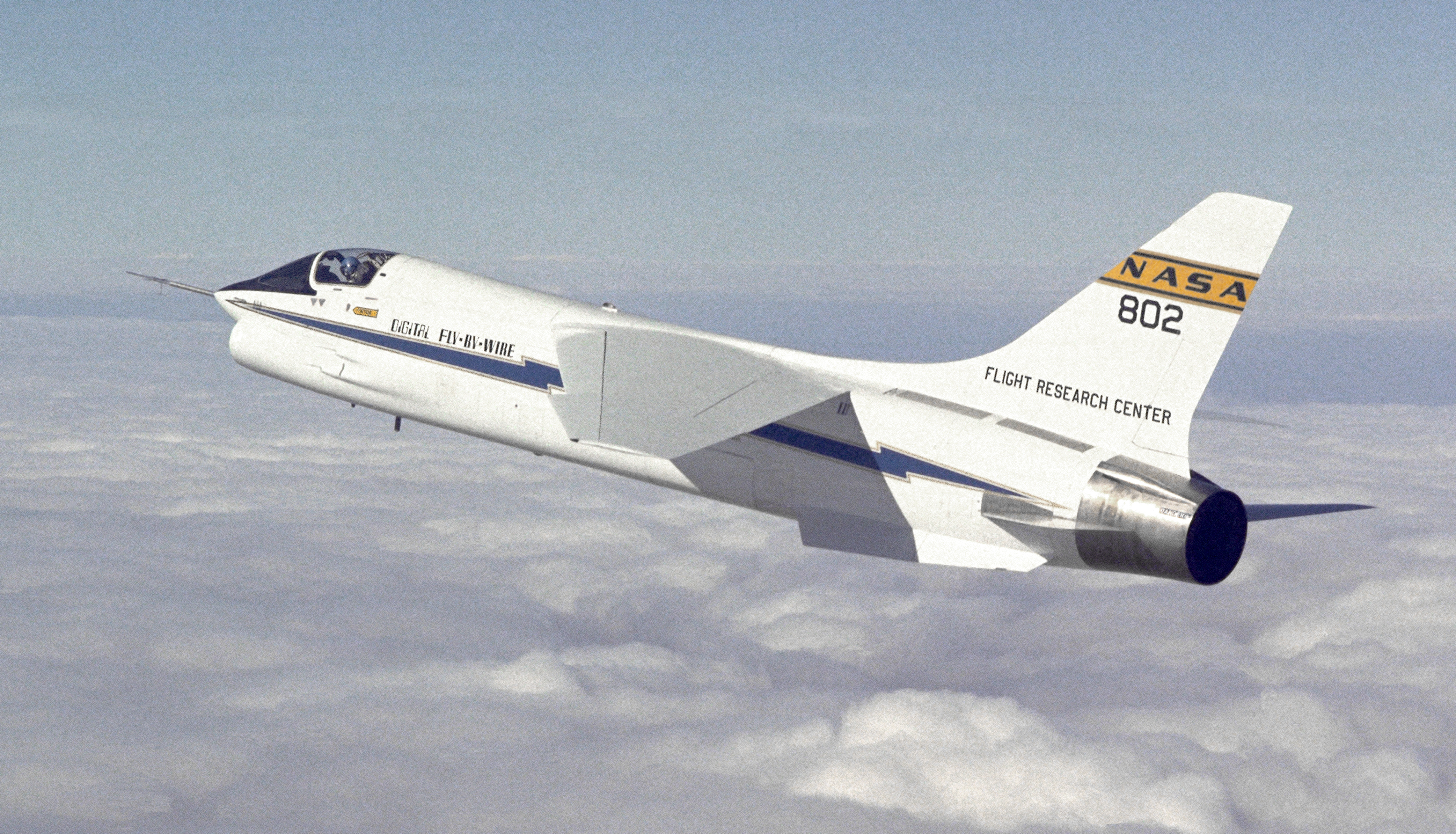
Một chiếc F-8C Crusader thử nghiệm hệ thống điều khiển điện tử số

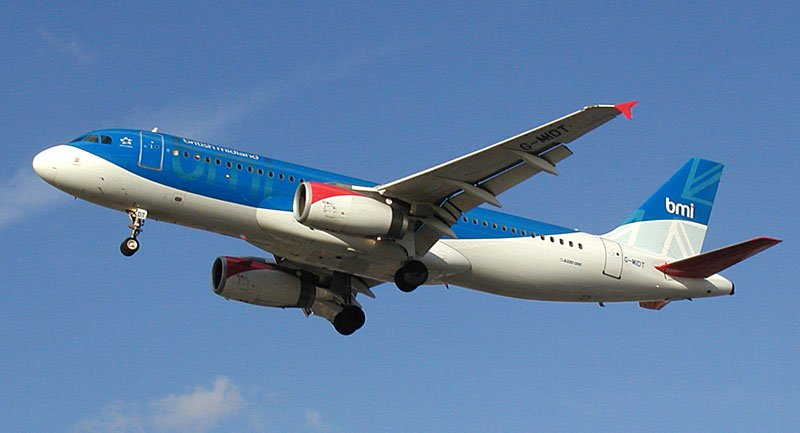
Airbus A320, chiếc máy bay chở khách đầu thiên được trang bị các hệ thống điều khiển điện tử số

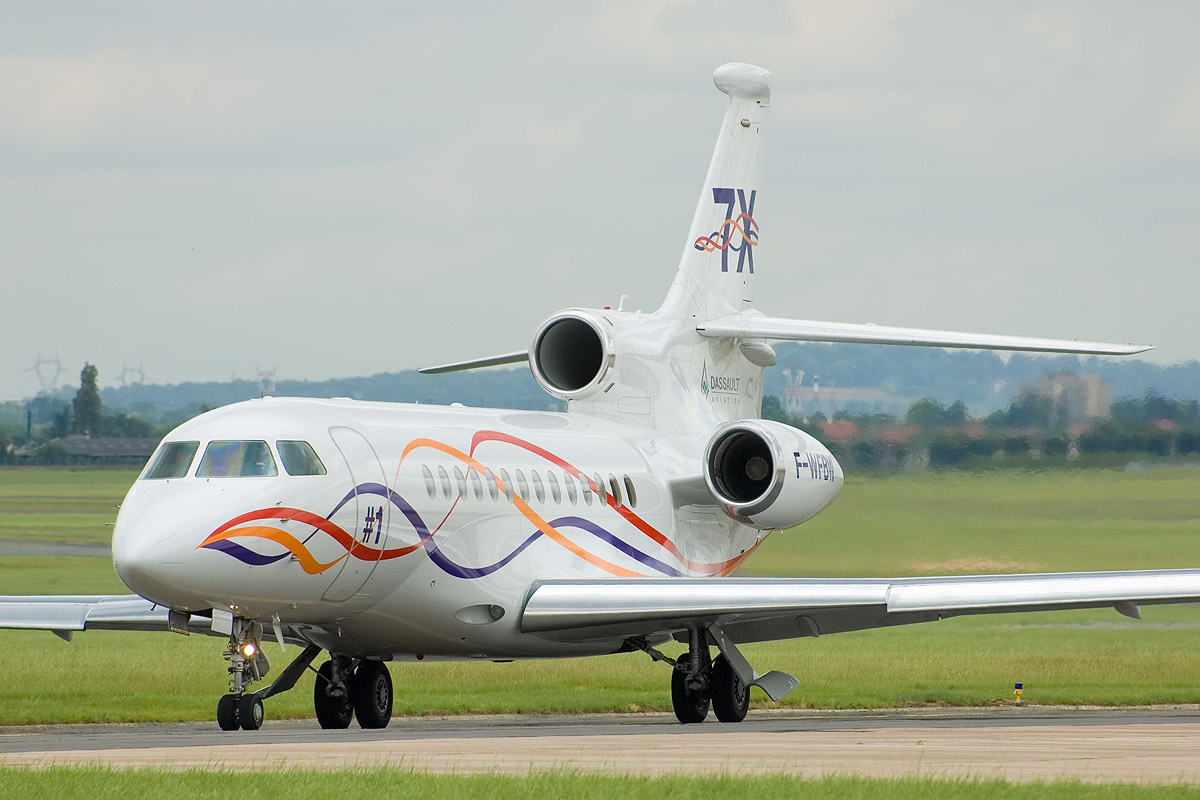
Dassault Falcon 7X, chiếc phản lực thương mại đầu tiên được trang bị các hệ thống điều khiển điện tử số

Một hệ thống điều khiển điện tử số cũng tương tự như hệ thống điều khiển điện tử tương tự. Tuy nhiên quá trình xử lý tín hiệu được các máy tính số thực hiện và phi công thực sự có thể "lái bằng máy tính". Điều này làm tăng sự linh hoạt bởi các máy tính số có thể nhận dữ liệu đầu vào từ bất kỳ một cảm biến nào trên máy bay. Nó cũng làm tăng tính ổn định điện tử, bởi hệ thống ít phụ thuộc hơn vào các giá trị của các thành tố điện tử quan trọng như ở hệ thống điều khiển tương tự.
Các máy tính "đọc" thông tin vị trí và lực tác động từ hành động điều khiển của phi công và các cảm biến. Chúng xác định những sai biệt hoạt động (differential equation) để đưa ra các tín hiệu điều khiển thích hợp cho máy bay nhằm thực hiện các lệnh điều khiển của phi công.
Các máy tính số cũng được lập chương trình để có thể bảo vệ chống vượt quá giới hạn (flight envelope protection). Trên chiếc máy bay này các nhà thiết kế tính toán chính xác các tính năng điều khiển của máy bay, để máy bay luôn ở trong các giới hạn tổng thể trong khả năng khí động học và kết cấu của nó. Ví dụ, máy tính ở trạng thái bảo vệ chống vượt quá giới hạn có thể tìm cách ngăn cản máy bay bị điều khiển một cách quá nguy hiểm bằng cách ngăn phi công vượt quá các giới hạn đã được đặt ra (giới hạn của máy bay) như tốc độ chòng chành, xoay tròn hay giới hạn G. Phần mềm cũng có thể được sử dụng để lọc các dữ liệu điều khiển đầu vào để tránh sự dao động do phi công (pilot-induced oscillation).
Các thanh điều khiển bên, thanh điều khiển trung tâm, hay các đòn điều khiển quy ước có thể được sử dụng để điều khiển một chiếc máy bay như vậy. Tuy các thanh điều khiển bên có ưu thế là nhẹ hơn, đơn giản hơn về cơ khí, và gọn gàng, Boeing coi sự thiếu hụt sự phản hồi thị giác của thanh điều khiển bên là một vấn đề, và vì thế sử đụng các đòn quy ước trên chiếc 777 và loại 787 sắp ra mắt. Những chiếc Airbus đã sử dụng rất nhiều thanh điều khiển bên, và chiếc Airbus A380 siêu lớn mới cũng dùng chúng. Trên các máy bay chiến đấu, F-16 Falcon, thanh điều khiển bên nhỏ hơn.
Khi máy tính liên tục "điều khiển" máy bay, công việc của phi công có thể giảm bớt. Hiện có thể điều khiển máy bay có relaxed stability. Lợi ích hàng đầu cho máy bay chiến đấu là có tính năng thao diễn cao hơn và cái gọi là "điều khiển tự do" (care-free handling) bởi sự chòng chành, xoay và những vấn đề không mong muốn khác có thể bị ngăn chặn. Các hệ thống điều khiển bay số ch phép những chiếc máy bay vốn không ổn định như Lockheed Martin F-117 Nighthawk có thể hoạt động. Một chiếc F-8C Crusader của NASA là chiếc máy bay điều khiển số điện tử đầu tiên  Lưu trữ ngày 6 tháng 2 năm 2009 tại Wayback Machine, năm 1972, xuất hiện ở Liên Xô trên chiếc Sukhoi T-4. Cũng ở khoảng thời gian ấy, ở Anh một phiên bản huấn luyện của chiếc máy bay chiến đấu Hawker Hunter đã được chuyển đổi tại trung tâm nghiên Farnborough với các thiết bị điều khiển điện tử ở ghế phải, ghế trái cho môtj phi công an toàn với các thiết bị điều khiển quy ước và một thiết bị ngắt điều khiển điện tử. Tàu con thoi vũ trụ của Hoa Kỳ cũng có các thiết bị điều khiển điện tử số, lần đầu được dùng trong các Thử nghiệm bay tự do Tiếp cận và Hạ cánh 1977. Năm 1984, chiếc Airbus A320 là máy bay chở khách đầu tiên sử dụng các thiết bị điều khiển điện tử số. Năm 2005, Dassault Falcon 7X là chiếc máy bay phản lực thương gia đầu tiên áp dụng điều khiển điện tử.
Trên máy bay quân sự, điều khiển điện tử cải thiện khả năng tồn tại trong chiến đấu bởi nó ngăn sự hư hỏng thủy lực. Một lý do thường xuyên của sự thiệt hại máy bay trong chiến đấu là sự rò rỉ thủy lực dẫn tới mất điều khiển. Đa số máy bay quân sự có nhiều hệ thống thủy lực dự trữ, nhưng các đường ống dẫn thường đi chung nhau, và có thể bị hư hỏng cùng nhau. Với một hệ thống điều khiển điện tử, các đường dây có thể chạy linh hoạt hơn, và dễ dàng được bảo vệ và ít bị tổn thương hơn các đường ống thủy lực.
Cơ quan quản lý hàng (FAA) Hoa Kỳ đã thông qua RTCA/DO-178B, với tên gọi "Xem xét Phần mềm với các Hệ thống Hàng không và Chứng nhận Thiết bị", như tiêu chuẩn chứng nhận cho phần mềm hàng không. Bất kỳ một thành phần có tầm quan trọng với tính an toàn trong một hệ thống điều khiển số điện tử gồm cả các quy định điều khiển và hệ thống hoạt động đều sẽ phải được chứng nhận DO-178B Level A, có thể được áp dụng cho những hư hỏng có thể gây ra thảm hoạ.
Tuy nhiên, lo ngại hàng đầu về các hệ thống điều khiển máy tính và điều khiển điện tử số là độ tin cậy, thậm chí lớn hơn cả các hệ thống điều khiển tương tự. Điều này bởi một máy tính chạy phần mềm thường là đường điều khiển duy nhất giữa phi công và các bề mặt điều khiển. Nếu phần mềm máy tính hư hỏng, phi công có thể không điều khiển được máy bay. Vì thế rõ ràng mọi hệ thống điều khiển điện tử đều phải được bố trí dư thừa gấp ba tới gấp bốn: chúng có ba hay bốn máy tính chạy song song, và ba hay bốn đường dây cho mỗi bề mặt điều khiển. Nếu một hay hai máy tính hư hỏng, những chiếc khác vẫn tiếp tục làm việc. Ngoài ra hầu hết máy bay điều khiển số giai đoạn đầu đều có hệ thống điều khiển điện tương tự, cơ khí hay thủy lực dự phòng. Tàu con thoi, ngoài các bộ máy tính dư thừa, còn có một máy tính dự phòng với một hệ thống điều khiển được phát triển riêng biệt có thể đảm nhiệm chức năng điều khiển trong trường hợp một lỗi xảy ra với toàn bộ các máy tính kia. Điều này để giảm nguy cơ hư hỏng hoàn toàn vì một lỗi ảnh hưởng tới tất cả phần mềm.
Với các máy bay chở khách, các hệ thống dự phòng làm tăng độ an toàn, nhưng điều khiển số cũng làm tăng tính kinh tế bởi nó giúp giảm bớt các bộ phận cơ khí nặng nề đồng nghĩa với việc giảm trọng lượng.
Boeing và Airbus có sự khác biệt trong triết lý về hệ thống điều khiển điện tử của mình. Trên máy bay Airbus, phần mềm bảo vệ chống vượt quá giới hạn sẽ luôn giữ quyền điều khiển tuyệt đối với máy bay và sẽ không cho phi công thực hiện thao tác vượt ngoài giới hạn bay thông thường. Trên một chiếc Boeing 777, phi công có quyền cao hơn hệ thống, cho phép máy bay có thể bay ở ngoài các giới hạn trong trường hợp khẩn cấp. Hình mẫu áp dụng từ chiếc Airbus A320 đã được tiếp tục với dòng Airbus và Boeing 777.

## Điều khiển động cơ số
Sự xuất hiện của các động cơ FADEC (Điều khiển động cơ số toàn bộ) cho phép sự hoạt động của các hệ thống điều khiển bay và việc tự động tiết lưu cho các động cơ được tích hợp toàn bộ. Trên các máy bay quân sự hiện đại các hệ thống khác như ổn định tự động, hoa tiêu và hệ thống vũ khí đều được tích hợp vào các hệ thống điều khiển bay.
FADEC cho phép máy bay hoạt động ở tính năng cao nhất mà không sợ khả năng động cơ hoạt động sai, hư hại máy bay hay cường độ làm việc quá cao đối với phi công.
Trong lĩnh vực dân sự, việc tích hợp làm tăng tính kinh tế và độ an toàn bay. Chiếc Airbus A320 và những chiếc có hệ thống điều khiển điện tử tự động được bảo vệ tránh hiện tượng tròng trành ở tốc độ thấp bởi flight envelope protection. Nhờ vậy, khi bay chậm, các hệ thống điều khiển bay ra lệnh cho các động cơ tăng lực đẩy mà không cần sự can thiệp của phi công. Ở các chế độ bay kinh tế thông thường, các hệ thống điều khiển bay điều chỉnh lực đẩy của các động cơ và nhiên liệu lấy từ các bình chứa một cách chính xác hơn tất cả các phi công có kinh nghiệm nhất. FADEC làm giảm lực kéo đuôi lái cần thiết để bù trừ khi máy bay lượn tránh hiện tượng lực đẩy động cơ không đối xứng. Trên dòng A330/A340, nhiên liệu được chuyển giữa các bể chứa chính (cánh và giữa thân) và một bình nhiên liệu ở cánh ổn định ngang, nhằm có được tâm trọng lực tốt nhất trong khi bay bình thường. Việc kiểm soát phân bố nhiên liệu giữ tâm trọng lực máy bay được giữ phù hợp nhất với trọng lượng nhiên liệu, thay vì phải điều khiển tăng giảm lực cản bằng các cánh nâng.

## Những phát triển cao hơn

### Điều khiển quang học
Điều khiển quang học thỉnh thoảng được sử dụng thay cho điều khiển điện tử bởi nó có thể truyền dữ liệu ở các tốc độ lớn hơn, và khả năng hoạt động ổn định không bị tác động điện từ. Trong hầu hết các trường hợp, các dây cáp chỉ được thay thế từ dây điện thành cáp quang. Thỉnh thoảng nó còn được gọi là "Điều khiển ánh sáng" vì nó sử dụng cáp quang. Dữ liệu do phần mềm xử lý và được thiết bị điều khiển thu nhận vẫn như cũ.

### Power-by-wire
Các hệ thống điều khiển điện tử đã loại trừ được các đường dẫn cơ khí, bước tiếp theo là loại bỏ các đường dẫn thủy lực phức tạp và nặng nề. Đường dẫn thủy lực được thay thế bằng một đường dẫn năng lượng điện. Các đường dây điện hay thiết bị phát động thủy điện lực được điều khiển bằng các máy tính điều khiển bay số. Tất cả các lợi ích của điều khiển điện tử đều được giữ lại.
Lợi ích lớn nhất là làm giảm trọng lượng, khả năng có nhiều đường dây dự phòng và sự tích hợp chặt chẽ hơn giữa các hệ thống điều khiển bay và các hệ thống điện tử của nó. Sự vắng mặt của các thiết bị thủy lực làm giảm nhiều chi phí bảo dưỡng. Hệ thống này được sử dụng trên các hệ thống điều khiển dự phòng của chiếc Lockheed Martin F-35 và Airbus A380. Chiếc Boeing 787 cũng sẽ tích hợp một số hệ thống điều khiển hoạt động bằng điện (các tấm lái ngang và thiết bị ổn định dọc), nó sẽ vẫn hoạt động trong trường hợp có sự hư hoảng hoàn toàn của hệ thống thủy lực và/hay máy tính điều khiển bay.

### Các hệ thống điều khiển bay thông minh
Một hệ thống điều khiển bay mới hơn, được gọi là Hệ thống Điều khiển Bay Thông minh (IFCS), là sự mở rộng các hệ thống kiểm soát bay điện tử số hiện đại. Mục đích là để xử lý một cách thông minh sự hư hại và hư hỏng xảy ra với máy bay trong quá trình bay, như tự động điều chỉnh lực đẩy và các hệ thống điện tử khác nhằm đối phó với các hư hỏng nghiêm trọng như mất thủy lực, mất cánh nâng, mất cánh đuôi, mất động cơ, vân vân. Nhiều thực nghiệm đã được tiến hành trên các buồng lái thử nghiệm và một phi công đã được huấn luyện lái chiếc Cessna loại nhỏ đã hạ cánh thành công với chiếc phản lực lớn bị hư hỏng nặng, mà chưa từng có kinh nghiệm với chiếc máy bay phản lực thân lớn. Sự phát triển này đang được Trung tâm Nghiên cứu Bay Dryden của NASA lãnh đạo. Có thông báo rằng những phát triển mới chủ yếu là những nâng cấp phần mềm cho các hệ thống điều khiển điện tử máy tính toàn bộ.

## Bay với các thiết bị kiểm soát đã hư hỏng
Nhiều vụ việc hàng không đã xảy ra trong đó các bề mặt điều khiển bay trên máy bay bị hư hỏng, thường bởi mất các hệ thống thủy lực. Một máy bay mất điều khiển với các bề mặt kiểm soát bay có thể khiến tốc độ và hướng của nó trở nên không thể kiểm soát bằng các biện pháp quy ước. Máy bay không được thiết kế để bay trong những hoàn cảnh như vậy (điều này giải thích tại sao chúng có rất nhiều hệ thống thủy lực), nhưng một vài phi công đã thành công trong việc điều khiển những chiếc máy bay như vậy.

### Kỹ thuật
Các phương tiện căn bản để điều khiển máy bay là việc lợi dụng vị trí động cơ. Nếu các động cơ được đặt dưới tâm trọng lực, như trường hợp của đa số máy bay phản lực chở khách, thì việc tăng lực đẩy sẽ nâng mũi máy bay lên, còn khi giảm lực đẩy sẽ làm hạ mũi xuống. Kiểu điều khiển này có thể đưa lại những lệnh điều khiển đi ngược bản năng của phi công: khi máy bay đang bổ nhào, tăng lực đẩy có thể làm mũi nâng lên và ngược lại.
Ngoài ra, lực đẩy bất đối xứng có thể được dùng để điều khiển hướng: nếu động cơ trái hoạt động bình thường và lực động cơ phải tăng lên sẽ tạo ra một góc lệch về bên trái và ngược lại. Nếu việc điều khiển lực đẩy cho phép thay đổi lực đẩy của từng động cơ những không ảnh hưởng tới tổng lực, khi ấy việc điều khiển góc lệch có thể phối hợp với điều khiển công suất động cơ. Nếu máy bay đang bay lệch, khi ấy cánh phía bên ngoài của động tác lệch này sẽ chuyển động nhanh hơn cánh bên trong. Điều này tạo ra lực nâng cao hơn ở cánh chuyển động nhanh hơn, khiến tạo ra một động tác xoay, giúp bay vòng.
Việc điều khiển tốc độ rất khó khăn khi chỉ điều khiển động cơ, và có lẽ khả năng dễ xảy ra nhất là trong hạ cánh nhanh. Một cuộc hạ cánh nhanh là cần thiết nếu các cánh nâng không thể duỗi ra vì hư hỏng hệ thống thủy lực (thường là nguyên nhân gây mất điều khiển các bề mặt điều khiển). Chỉ máy bay phản lực với một động cơ lắp trên cánh đuôi đứng ngoài các động cơ trên cánh, như chiếc DC-10, MD-11 hay Lockheed Tristar, kiểu cấu hình ba động cơ, mới có thể điều khiển tốc độ ở mức độ lớn hơn, bởi động cơ này ở trên tâm trọng lực của thân và cũng ở trên tâm trọng lực.
Máy bay có hai hay bốn động cơ đặt ở hai bên (như kiểu cấu hình của hầu hết máy bay phản lực thương mại) chỉ có khả năng lợi dụng giới hạn kiểu lực đẩy bất đối xứng.
Thách thức lớn nhất với một phi công đang điều khiển một chiếc máy bay mất điều khiển các bề mặt là tránh kiểu bất ổn định phugoid (một chu trình trong đó máy bay liên tục bay lên rồi lại nhào xuống), vốn đòi hỏi việc sử dụng thận trọng lực đẩy.
Vì kiểu điều khiển máy bay này rất khó với con người, một số nhà nghiên cứu đã tìm cách tích hợp khả năng điều khiển này vào các máy tính của các máy bay điều khiển điện tử. Những nỗ lực đầu tiên để đưa khả năng này vào máy bay đã không mang lại nhiều thành công, phần mềm được dựa trên các thử nghiệm tiến hành trên các chuyến bay giả lập khi các động cơ phản lực thường được đặt ở chế độ hoạt động "hoàn hảo" với lực đẩy cân bằng tuyệt đối trên mỗi động cơ, một mối quan hệ cân bằng tuyến giữa sự thiết lập lực đẩy và lực đẩy, và sự phản hồi lập tức với lệnh đưa vào. Sau này, các mô hình máy tính đã được nâng cấp để giải quyết các yếu tố đó, và máy bay đã hoạt động thành công khi sử dụng phần mềm này. Tuy nhiên, nó hiếm khi xuất hiện trên máy bay thương mại.

### Những vụ việc trên những chiếc máy bay chở khách thương mại
- Chuyến bay 96 của American Airlines, một chiếc McDonnell Douglas DC-10, ngày 12 tháng 6 năm 1972. Hư hỏng của cánh cửa chất hàng phía sau đã gây ra một vụ nổ giảm áp, khiến cánh cửa cabin chính phía sau sụp đổ gây hư hại các bộ phận điều khiển bay. Các phi công chỉ điều khiển được một phần các cánh nhỏ và bánh lái độ cao; bánh lái đuôi bị kẹt. Động cơ số hai cũng không hoạt động khi xảy ra giảm áp. Chiếc máy bay hạ cánh an toàn tại Sân bay Detroit-Metropolitan.
- Chuyến bay 981 của Turkish Airlines, một chiếc McDonnell Douglas DC-10, ngày 3 tháng 3 năm 1974. Hư hỏng của cánh cửa chất hàng phía sau đã gây ra một vụ nổ giảm áp, khiến cánh cửa cabin chính phía sau sụp đổ gây hư hại các bộ phận điều khiển bay. Động cơ số hai cũng bốc cháy ở thời điểm xảy ra giảm áp. Tuy nhiên, không giống chuyến bay 96 của American Airlines, tuy nhiên các phi công không còn điều khiển được gì và tất cả mọi người trên khoang thiệt mạng.
- Chuyến bay 123 của Japan Airlines, một chiếc Boeing 747, ngày 12 tháng 8 năm 1985. Một lần sửa chữa sai sót trước đó một năm đã làm yếu vách ngăn áp lực phía sau chiếc máy bay, hiến nó hỏng trong khi bay. Cánh ổn định dọc và hầu hết đuôi của máy bay đã bị thổi bay trong vụ giảm áp. Các phi công không thể điều khiển được hoàn toàn chiếc máy bay; chỉ bốn người sống sót.
- Chuyến bay 232 của United Airlines, một chiếc McDonnell Douglas DC-10, ngày 19 tháng 7 năm 1989. Một đĩa cánh quạt trong động cơ số 2 vỡ, làm hư hại hầu hết các bộ phận điều khiển bay. Dennis Fitch, giáo viên dạy bay DC-10, người từng nghiên cứu vụ JAL Flight 123, đã giúp các phí công lái máy bay bằng cách điều chỉnh độ hoạt động khác biệt giữa các động cơ. 175 người trong số 285 hành khách và 10 trong 11 phi hành đoàn sống sót.
- Chuyến bay 434 của Philippine Airlines, một chiếc Boeing 747, ngày 11 tháng 12 năm 1994. Các hệ thống thủy lực đã hư hại bởi một quả bom trong cabin hành khách.
- Vụ chiếc máy bay của DHL bị bắn tại Baghdad ngày 22 tháng 11 năm 2003. Chiếc Airbus A300 của DHL là chiếc phản lực chở khách đầu tiên hạ cánh an toàn mà không một hệ thống thủy lực nào còn hoạt động, chỉ nhờ điều khiển động cơ.
- Chuyến bay 961 của Air Transat ngày 6 tháng 3 năm 2005, một hư hỏng kết cấu nghiêm trọng ở đuôi lái khiến nó rơi khỏi máy bay với một tiếng nổ lớn. Các phi công vẫn điều khiển được máy bay để hạ cánh an toàn.